# Sistema socio-sanitario della Lombardia

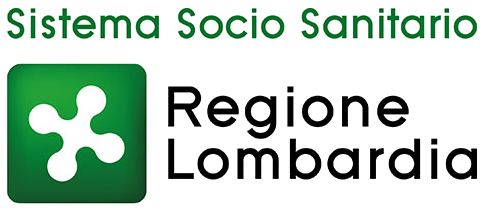
Logo del Sistema Socio Sanitario della Regione Lombardia.

Il sistema socio-sanitario della Lombardia comprende otto Agenzie di Tutela della Salute (ATS), ventisette Aziende Socio Sanitarie Territoriali (ASST), per effetto della legge regionale n. 23 dell'11 agosto 2015, l'AREU, nonché diversi altri tipi di strutture soggette alla programmazione socio-sanitaria regionale.

## Agenzie di Tutela della Salute

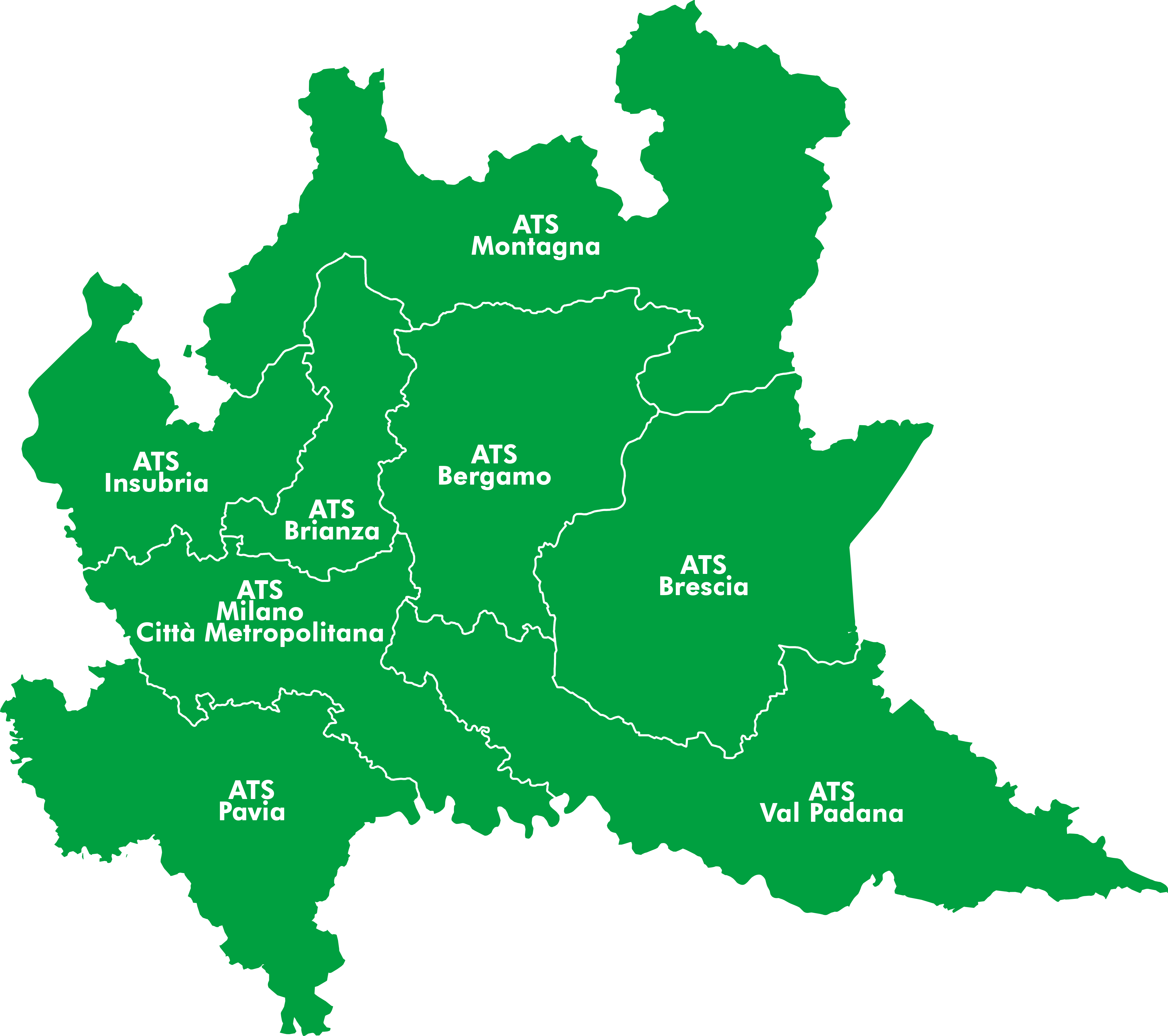
Mappa delle otto agenzie di tutela della salute lombarde.

Le Agenzie di Tutela della Salute (ATS), istituite nel 2015 in sostituzione delle precedenti Aziende Sanitarie Locali (ASL), sono otto e sono distribuite su tutto il territorio della Lombardia, comprendendo e le undici province e la città metropolitana di Milano.
Tali strutture si occupano dell'attuazione del programma sociosanitario regionale e dell'erogazione dei servizi sanitari tramite soggetti pubblici e privati, nonché del controllo della salute e prevenzione negli ambienti pubblici e lavorativi. Ogni ATS è poi suddivisa in diversi dipartimenti specializzati nelle singole funzioni della struttura: dipartimento di igiene e prevenzione sanitaria, dipartimento delle cure primarie, dipartimento per la programmazione - accreditamento - acquisto delle prestazioni sanitarie, dipartimento veterinario e sicurezza degli alimenti di origine animale, dipartimento amministrativo - di controllo e degli affari generali e legali, dipartimento della programmazione per l'integrazione delle prestazioni socio-sanitarie con quelle sociali.
Le ASST, che sostituiscono le precedenti aziende ospedaliere (AO), afferiscono alle ATS territorialmente competenti.

## Lista
| Codice | ATS e sede                                                        | Territorio                                                   | ASST e sede                                                              | Aree territoriali               | Sito                                                     |
| ------ | ----------------------------------------------------------------- | ------------------------------------------------------------ | ------------------------------------------------------------------------ | ------------------------------- | -------------------------------------------------------- |
| 321    | ATS Milano Città Metropolitana corso Italia, 19 20122 Milano (MI) | Città metropolitana di Milano Provincia di Lodi              | ASST Grande Ospedale Metropolitano Niguarda Ospedale Niguarda Ca' Granda | Milano (Municipio 9)            | Sito web                                                 |
| 321    | ATS Milano Città Metropolitana corso Italia, 19 20122 Milano (MI) | Città metropolitana di Milano Provincia di Lodi              | ASST Nord Milano Ospedale Città di Sesto San Giovanni                    | Sesto San Giovanni              | Sito web                                                 |
| 321    | ATS Milano Città Metropolitana corso Italia, 19 20122 Milano (MI) | Città metropolitana di Milano Provincia di Lodi              | ASST Nord Milano Ospedale Città di Sesto San Giovanni                    | Cinisello Balsamo               | Sito web                                                 |
| 321    | ATS Milano Città Metropolitana corso Italia, 19 20122 Milano (MI) | Città metropolitana di Milano Provincia di Lodi              | ASST Fatebenefratelli Sacco Ospedale Luigi Sacco                         | Milano (Municipio 1-2-3-4-8)    | Sito web                                                 |
| 321    | ATS Milano Città Metropolitana corso Italia, 19 20122 Milano (MI) | Città metropolitana di Milano Provincia di Lodi              | ASST Gaetano Pini-CTO Istituto ortopedico Gaetano Pini                   | Milano                          | Sito web                                                 |
| 321    | ATS Milano Città Metropolitana corso Italia, 19 20122 Milano (MI) | Città metropolitana di Milano Provincia di Lodi              | ASST Santi Paolo e Carlo Ospedale San Paolo                              | Milano (Municipio 5-6-7)        | Sito web                                                 |
| 321    | ATS Milano Città Metropolitana corso Italia, 19 20122 Milano (MI) | Città metropolitana di Milano Provincia di Lodi              | ASST Ovest Milanese Ospedale Civile di Legnano                           | Abbiategrasso                   | Sito web                                                 |
| 321    | ATS Milano Città Metropolitana corso Italia, 19 20122 Milano (MI) | Città metropolitana di Milano Provincia di Lodi              | ASST Ovest Milanese Ospedale Civile di Legnano                           | Castano Primo                   | Sito web                                                 |
| 321    | ATS Milano Città Metropolitana corso Italia, 19 20122 Milano (MI) | Città metropolitana di Milano Provincia di Lodi              | ASST Ovest Milanese Ospedale Civile di Legnano                           | Legnano                         | Sito web                                                 |
| 321    | ATS Milano Città Metropolitana corso Italia, 19 20122 Milano (MI) | Città metropolitana di Milano Provincia di Lodi              | ASST Ovest Milanese Ospedale Civile di Legnano                           | Magenta                         | Sito web                                                 |
| 321    | ATS Milano Città Metropolitana corso Italia, 19 20122 Milano (MI) | Città metropolitana di Milano Provincia di Lodi              | ASST Rhodense Ospedale Guido Salvini                                     | Rho                             | Sito web                                                 |
| 321    | ATS Milano Città Metropolitana corso Italia, 19 20122 Milano (MI) | Città metropolitana di Milano Provincia di Lodi              | ASST Rhodense Ospedale Guido Salvini                                     | Corsico                         | Sito web                                                 |
| 321    | ATS Milano Città Metropolitana corso Italia, 19 20122 Milano (MI) | Città metropolitana di Milano Provincia di Lodi              | ASST Rhodense Ospedale Guido Salvini                                     | Garbagnate                      | Sito web                                                 |
| 321    | ATS Milano Città Metropolitana corso Italia, 19 20122 Milano (MI) | Città metropolitana di Milano Provincia di Lodi              | ASST Melegnano e Martesana Ospedale di Vizzolo Predabissi                | Binasco                         | Sito web                                                 |
| 321    | ATS Milano Città Metropolitana corso Italia, 19 20122 Milano (MI) | Città metropolitana di Milano Provincia di Lodi              | ASST Melegnano e Martesana Ospedale di Vizzolo Predabissi                | Cernusco sul Naviglio           | Sito web                                                 |
| 321    | ATS Milano Città Metropolitana corso Italia, 19 20122 Milano (MI) | Città metropolitana di Milano Provincia di Lodi              | ASST Melegnano e Martesana Ospedale di Vizzolo Predabissi                | Melzo                           | Sito web                                                 |
| 321    | ATS Milano Città Metropolitana corso Italia, 19 20122 Milano (MI) | Città metropolitana di Milano Provincia di Lodi              | ASST Melegnano e Martesana Ospedale di Vizzolo Predabissi                | Paullo                          | Sito web                                                 |
| 321    | ATS Milano Città Metropolitana corso Italia, 19 20122 Milano (MI) | Città metropolitana di Milano Provincia di Lodi              | ASST Melegnano e Martesana Ospedale di Vizzolo Predabissi                | Pioltello                       | Sito web                                                 |
| 321    | ATS Milano Città Metropolitana corso Italia, 19 20122 Milano (MI) | Città metropolitana di Milano Provincia di Lodi              | ASST Melegnano e Martesana Ospedale di Vizzolo Predabissi                | Rozzano                         | Sito web                                                 |
| 321    | ATS Milano Città Metropolitana corso Italia, 19 20122 Milano (MI) | Città metropolitana di Milano Provincia di Lodi              | ASST Melegnano e Martesana Ospedale di Vizzolo Predabissi                | San Giuliano Milanese           | Sito web                                                 |
| 321    | ATS Milano Città Metropolitana corso Italia, 19 20122 Milano (MI) | Città metropolitana di Milano Provincia di Lodi              | ASST Melegnano e Martesana Ospedale di Vizzolo Predabissi                | Trezzo                          | Sito web                                                 |
| 321    | ATS Milano Città Metropolitana corso Italia, 19 20122 Milano (MI) | Città metropolitana di Milano Provincia di Lodi              | ASST Melegnano e Martesana Ospedale di Vizzolo Predabissi                | San Donato Milanese             | Sito web                                                 |
| 321    | ATS Milano Città Metropolitana corso Italia, 19 20122 Milano (MI) | Città metropolitana di Milano Provincia di Lodi              | ASST Lodi Ospedale Maggiore di Lodi                                      | Alto Lodigiano                  | Sito web                                                 |
| 321    | ATS Milano Città Metropolitana corso Italia, 19 20122 Milano (MI) | Città metropolitana di Milano Provincia di Lodi              | ASST Lodi Ospedale Maggiore di Lodi                                      | Basso Lodigiano                 | Sito web                                                 |
| 322    | ATS Insubria via Rossi, 9 21100 Varese (VA)                       | Provincia di Como (escluso l'Alto Lario) Provincia di Varese | ASST Lariana Ospedale Sant'Anna                                          | Como                            | Sito web                                                 |
| 322    | ATS Insubria via Rossi, 9 21100 Varese (VA)                       | Provincia di Como (escluso l'Alto Lario) Provincia di Varese | ASST Lariana Ospedale Sant'Anna                                          | Brianza                         | Sito web                                                 |
| 322    | ATS Insubria via Rossi, 9 21100 Varese (VA)                       | Provincia di Como (escluso l'Alto Lario) Provincia di Varese | ASST Lariana Ospedale Sant'Anna                                          | Sud Ovest                       | Sito web                                                 |
| 322    | ATS Insubria via Rossi, 9 21100 Varese (VA)                       | Provincia di Como (escluso l'Alto Lario) Provincia di Varese | ASST Sette Laghi Ospedale di Circolo e Fondazione Macchi                 | Arcisate                        | Sito web                                                 |
| 322    | ATS Insubria via Rossi, 9 21100 Varese (VA)                       | Provincia di Como (escluso l'Alto Lario) Provincia di Varese | ASST Sette Laghi Ospedale di Circolo e Fondazione Macchi                 | Azzate                          | Sito web                                                 |
| 322    | ATS Insubria via Rossi, 9 21100 Varese (VA)                       | Provincia di Como (escluso l'Alto Lario) Provincia di Varese | ASST Sette Laghi Ospedale di Circolo e Fondazione Macchi                 | Varese                          | Sito web                                                 |
| 322    | ATS Insubria via Rossi, 9 21100 Varese (VA)                       | Provincia di Como (escluso l'Alto Lario) Provincia di Varese | ASST Sette Laghi Ospedale di Circolo e Fondazione Macchi                 | Laveno                          | Sito web                                                 |
| 322    | ATS Insubria via Rossi, 9 21100 Varese (VA)                       | Provincia di Como (escluso l'Alto Lario) Provincia di Varese | ASST Sette Laghi Ospedale di Circolo e Fondazione Macchi                 | Luino                           | Sito web                                                 |
| 322    | ATS Insubria via Rossi, 9 21100 Varese (VA)                       | Provincia di Como (escluso l'Alto Lario) Provincia di Varese | ASST Sette Laghi Ospedale di Circolo e Fondazione Macchi                 | Sesto Calende                   | Sito web                                                 |
| 322    | ATS Insubria via Rossi, 9 21100 Varese (VA)                       | Provincia di Como (escluso l'Alto Lario) Provincia di Varese | ASST Sette Laghi Ospedale di Circolo e Fondazione Macchi                 | Tradate                         | Sito web                                                 |
| 322    | ATS Insubria via Rossi, 9 21100 Varese (VA)                       | Provincia di Como (escluso l'Alto Lario) Provincia di Varese | ASST Valle Olona Ospedale di Circolo di Busto Arsizio                    | Busto Arsizio                   | Sito web                                                 |
| 322    | ATS Insubria via Rossi, 9 21100 Varese (VA)                       | Provincia di Como (escluso l'Alto Lario) Provincia di Varese | ASST Valle Olona Ospedale di Circolo di Busto Arsizio                    | Gallarate                       | Sito web                                                 |
| 322    | ATS Insubria via Rossi, 9 21100 Varese (VA)                       | Provincia di Como (escluso l'Alto Lario) Provincia di Varese | ASST Valle Olona Ospedale di Circolo di Busto Arsizio                    | Castellanza                     | Sito web                                                 |
| 322    | ATS Insubria via Rossi, 9 21100 Varese (VA)                       | Provincia di Como (escluso l'Alto Lario) Provincia di Varese | ASST Valle Olona Ospedale di Circolo di Busto Arsizio                    | Somma Lombardo                  | Sito web                                                 |
| 322    | ATS Insubria via Rossi, 9 21100 Varese (VA)                       | Provincia di Como (escluso l'Alto Lario) Provincia di Varese | ASST Valle Olona Ospedale di Circolo di Busto Arsizio                    | Saronno                         | Sito web                                                 |
| 323    | ATS Montagna via Sauro, 36/38 23100 Sondrio (SO)                  | Provincia di Sondrio Val Camonica Alto Lario                 | ASST Valtellina e Alto Lario Ospedale Civile di Sondrio                  | Bormio                          | Sito web                                                 |
| 323    | ATS Montagna via Sauro, 36/38 23100 Sondrio (SO)                  | Provincia di Sondrio Val Camonica Alto Lario                 | ASST Valtellina e Alto Lario Ospedale Civile di Sondrio                  | Chiavenna                       | Sito web                                                 |
| 323    | ATS Montagna via Sauro, 36/38 23100 Sondrio (SO)                  | Provincia di Sondrio Val Camonica Alto Lario                 | ASST Valtellina e Alto Lario Ospedale Civile di Sondrio                  | Alto Lario                      | Sito web                                                 |
| 323    | ATS Montagna via Sauro, 36/38 23100 Sondrio (SO)                  | Provincia di Sondrio Val Camonica Alto Lario                 | ASST Valtellina e Alto Lario Ospedale Civile di Sondrio                  | Morbegno                        | Sito web                                                 |
| 323    | ATS Montagna via Sauro, 36/38 23100 Sondrio (SO)                  | Provincia di Sondrio Val Camonica Alto Lario                 | ASST Valtellina e Alto Lario Ospedale Civile di Sondrio                  | Sondrio                         | Sito web                                                 |
| 323    | ATS Montagna via Sauro, 36/38 23100 Sondrio (SO)                  | Provincia di Sondrio Val Camonica Alto Lario                 | ASST Valtellina e Alto Lario Ospedale Civile di Sondrio                  | Tirano                          | Sito web                                                 |
| 323    | ATS Montagna via Sauro, 36/38 23100 Sondrio (SO)                  | Provincia di Sondrio Val Camonica Alto Lario                 | ASST Valcamonica via Nissolina, 2 - Breno (BS)                           | Val Camonica                    | Sito web                                                 |
| 324    | ATS Brianza viale Elvezia, 2 20900 Monza (MB)                     | Provincia di Lecco Provincia di Monza e della Brianza        | ASST Lecco Ospedale Alessandro Manzoni                                   | Lecco                           | Sito web                                                 |
| 324    | ATS Brianza viale Elvezia, 2 20900 Monza (MB)                     | Provincia di Lecco Provincia di Monza e della Brianza        | ASST Lecco Ospedale Alessandro Manzoni                                   | Bellano                         | Sito web                                                 |
| 324    | ATS Brianza viale Elvezia, 2 20900 Monza (MB)                     | Provincia di Lecco Provincia di Monza e della Brianza        | ASST Lecco Ospedale Alessandro Manzoni                                   | Merate                          | Sito web                                                 |
| 324    | ATS Brianza viale Elvezia, 2 20900 Monza (MB)                     | Provincia di Lecco Provincia di Monza e della Brianza        | ASST Brianza Ospedale di Vimercate                                       | Monza                           | Sito web                                                 |
| 324    | ATS Brianza viale Elvezia, 2 20900 Monza (MB)                     | Provincia di Lecco Provincia di Monza e della Brianza        | ASST Brianza Ospedale di Vimercate                                       | Carate Brianza                  | Sito web                                                 |
| 324    | ATS Brianza viale Elvezia, 2 20900 Monza (MB)                     | Provincia di Lecco Provincia di Monza e della Brianza        | ASST Brianza Ospedale di Vimercate                                       | Desio                           | Sito web                                                 |
| 324    | ATS Brianza viale Elvezia, 2 20900 Monza (MB)                     | Provincia di Lecco Provincia di Monza e della Brianza        | ASST Brianza Ospedale di Vimercate                                       | Seregno                         | Sito web                                                 |
| 324    | ATS Brianza viale Elvezia, 2 20900 Monza (MB)                     | Provincia di Lecco Provincia di Monza e della Brianza        | ASST Brianza Ospedale di Vimercate                                       | Vimercate                       | Sito web                                                 |
| 325    | ATS Bergamo via Galliccioli, 4 24121 Bergamo (BG)                 | Provincia di Bergamo                                         | ASST Bergamo Est Ospedale Bolognini                                      | Est Provincia                   | Sito web Archiviato il 2 marzo 2022 in Internet Archive. |
| 325    | ATS Bergamo via Galliccioli, 4 24121 Bergamo (BG)                 | Provincia di Bergamo                                         | ASST Bergamo Est Ospedale Bolognini                                      | Valle Seriana e Valle di Scalve | Sito web Archiviato il 2 marzo 2022 in Internet Archive. |
| 325    | ATS Bergamo via Galliccioli, 4 24121 Bergamo (BG)                 | Provincia di Bergamo                                         | ASST Papa Giovanni XXIII Ospedale Papa Giovanni XXIII                    | Bergamo                         | Sito web Archiviato il 2 marzo 2022 in Internet Archive. |
| 325    | ATS Bergamo via Galliccioli, 4 24121 Bergamo (BG)                 | Provincia di Bergamo                                         | ASST Papa Giovanni XXIII Ospedale Papa Giovanni XXIII                    | Valle Brembana e Valle Imagna   | Sito web Archiviato il 2 marzo 2022 in Internet Archive. |
| 325    | ATS Bergamo via Galliccioli, 4 24121 Bergamo (BG)                 | Provincia di Bergamo                                         | ASST Bergamo Ovest Ospedale Treviglio-Caravaggio                         | Dalmine                         | Sito web Archiviato il 2 marzo 2022 in Internet Archive. |
| 325    | ATS Bergamo via Galliccioli, 4 24121 Bergamo (BG)                 | Provincia di Bergamo                                         | ASST Bergamo Ovest Ospedale Treviglio-Caravaggio                         | Isola Bergamasca                | Sito web Archiviato il 2 marzo 2022 in Internet Archive. |
| 325    | ATS Bergamo via Galliccioli, 4 24121 Bergamo (BG)                 | Provincia di Bergamo                                         | ASST Bergamo Ovest Ospedale Treviglio-Caravaggio                         | Bassa Bergamasca                | Sito web Archiviato il 2 marzo 2022 in Internet Archive. |
| 326    | ATS Brescia viale Duca degli Abruzzi, 15 25124 Brescia (BS)       | Provincia di Brescia (esclusa Val Camonica)                  | ASST Franciacorta Ospedale Mellino Mellini                               | Sebino                          | Sito web                                                 |
| 326    | ATS Brescia viale Duca degli Abruzzi, 15 25124 Brescia (BS)       | Provincia di Brescia (esclusa Val Camonica)                  | ASST Franciacorta Ospedale Mellino Mellini                               | Monte Orfano                    | Sito web                                                 |
| 326    | ATS Brescia viale Duca degli Abruzzi, 15 25124 Brescia (BS)       | Provincia di Brescia (esclusa Val Camonica)                  | ASST Franciacorta Ospedale Mellino Mellini                               | Oglio Ovest                     | Sito web                                                 |
| 326    | ATS Brescia viale Duca degli Abruzzi, 15 25124 Brescia (BS)       | Provincia di Brescia (esclusa Val Camonica)                  | ASST Franciacorta Ospedale Mellino Mellini                               | Bassa Bresciana occidentale     | Sito web                                                 |
| 326    | ATS Brescia viale Duca degli Abruzzi, 15 25124 Brescia (BS)       | Provincia di Brescia (esclusa Val Camonica)                  | ASST Spedali Civili di Brescia Spedali Civili di Brescia                 | Brescia                         | Sito web                                                 |
| 326    | ATS Brescia viale Duca degli Abruzzi, 15 25124 Brescia (BS)       | Provincia di Brescia (esclusa Val Camonica)                  | ASST Spedali Civili di Brescia Spedali Civili di Brescia                 | Brescia Ovest                   | Sito web                                                 |
| 326    | ATS Brescia viale Duca degli Abruzzi, 15 25124 Brescia (BS)       | Provincia di Brescia (esclusa Val Camonica)                  | ASST Spedali Civili di Brescia Spedali Civili di Brescia                 | Brescia Est                     | Sito web                                                 |
| 326    | ATS Brescia viale Duca degli Abruzzi, 15 25124 Brescia (BS)       | Provincia di Brescia (esclusa Val Camonica)                  | ASST Spedali Civili di Brescia Spedali Civili di Brescia                 | Valle Trompia                   | Sito web                                                 |
| 326    | ATS Brescia viale Duca degli Abruzzi, 15 25124 Brescia (BS)       | Provincia di Brescia (esclusa Val Camonica)                  | ASST Garda Ospedale di Desenzano del Garda                               | Bassa Bresciana centrale        | Sito web                                                 |
| 326    | ATS Brescia viale Duca degli Abruzzi, 15 25124 Brescia (BS)       | Provincia di Brescia (esclusa Val Camonica)                  | ASST Garda Ospedale di Desenzano del Garda                               | Bassa Bresciana orientale       | Sito web                                                 |
| 326    | ATS Brescia viale Duca degli Abruzzi, 15 25124 Brescia (BS)       | Provincia di Brescia (esclusa Val Camonica)                  | ASST Garda Ospedale di Desenzano del Garda                               | Garda/Salò                      | Sito web                                                 |
| 326    | ATS Brescia viale Duca degli Abruzzi, 15 25124 Brescia (BS)       | Provincia di Brescia (esclusa Val Camonica)                  | ASST Garda Ospedale di Desenzano del Garda                               | Valle Sabbia                    | Sito web                                                 |
| 327    | ATS Val Padana via dei Toscani, 1 46100 Mantova (MN)              | Provincia di Cremona Provincia di Mantova                    | ASST Crema Ospedale Maggiore di Crema                                    | Crema                           | Sito web                                                 |
| 327    | ATS Val Padana via dei Toscani, 1 46100 Mantova (MN)              | Provincia di Cremona Provincia di Mantova                    | ASST Cremona Ospedale di Cremona                                         | Cremona                         | Sito web                                                 |
| 327    | ATS Val Padana via dei Toscani, 1 46100 Mantova (MN)              | Provincia di Cremona Provincia di Mantova                    | ASST Cremona Ospedale di Cremona                                         | Casalmaggiore                   | Sito web                                                 |
| 327    | ATS Val Padana via dei Toscani, 1 46100 Mantova (MN)              | Provincia di Cremona Provincia di Mantova                    | ASST Mantova Ospedale di Mantova                                         | Mantova                         | Sito web                                                 |
| 327    | ATS Val Padana via dei Toscani, 1 46100 Mantova (MN)              | Provincia di Cremona Provincia di Mantova                    | ASST Mantova Ospedale di Mantova                                         | Asola                           | Sito web                                                 |
| 327    | ATS Val Padana via dei Toscani, 1 46100 Mantova (MN)              | Provincia di Cremona Provincia di Mantova                    | ASST Mantova Ospedale di Mantova                                         | Guidizzolo                      | Sito web                                                 |
| 327    | ATS Val Padana via dei Toscani, 1 46100 Mantova (MN)              | Provincia di Cremona Provincia di Mantova                    | ASST Mantova Ospedale di Mantova                                         | Ostiglia                        | Sito web                                                 |
| 327    | ATS Val Padana via dei Toscani, 1 46100 Mantova (MN)              | Provincia di Cremona Provincia di Mantova                    | ASST Mantova Ospedale di Mantova                                         | Viadana                         | Sito web                                                 |
| 328    | ATS Pavia viale Indipendenza, 3 27100 Pavia (PV)                  | Provincia di Pavia                                           | ASST Pavia viale Repubblica, 34 - Pavia (PV)                             | Broni-Stradella                 | Sito web                                                 |
| 328    | ATS Pavia viale Indipendenza, 3 27100 Pavia (PV)                  | Provincia di Pavia                                           | ASST Pavia viale Repubblica, 34 - Pavia (PV)                             | Casteggio                       | Sito web                                                 |
| 328    | ATS Pavia viale Indipendenza, 3 27100 Pavia (PV)                  | Provincia di Pavia                                           | ASST Pavia viale Repubblica, 34 - Pavia (PV)                             | Certosa                         | Sito web                                                 |
| 328    | ATS Pavia viale Indipendenza, 3 27100 Pavia (PV)                  | Provincia di Pavia                                           | ASST Pavia viale Repubblica, 34 - Pavia (PV)                             | Corteolona                      | Sito web                                                 |
| 328    | ATS Pavia viale Indipendenza, 3 27100 Pavia (PV)                  | Provincia di Pavia                                           | ASST Pavia viale Repubblica, 34 - Pavia (PV)                             | Garlasco                        | Sito web                                                 |
| 328    | ATS Pavia viale Indipendenza, 3 27100 Pavia (PV)                  | Provincia di Pavia                                           | ASST Pavia viale Repubblica, 34 - Pavia (PV)                             | Mortara                         | Sito web                                                 |
| 328    | ATS Pavia viale Indipendenza, 3 27100 Pavia (PV)                  | Provincia di Pavia                                           | ASST Pavia viale Repubblica, 34 - Pavia (PV)                             | Pavia                           | Sito web                                                 |
| 328    | ATS Pavia viale Indipendenza, 3 27100 Pavia (PV)                  | Provincia di Pavia                                           | ASST Pavia viale Repubblica, 34 - Pavia (PV)                             | Vigevano                        | Sito web                                                 |
| 328    | ATS Pavia viale Indipendenza, 3 27100 Pavia (PV)                  | Provincia di Pavia                                           | ASST Pavia viale Repubblica, 34 - Pavia (PV)                             | Voghera-Varzi                   | Sito web                                                 |